# Hospital Universitari Vall d'Hebron
L'Hospital Universitari Vall d'Hebron, o simplement Vall d'Hebron, és un centre sanitari públic que pertany a l'Institut Català de la Salut. Situat al peu de la serra de Collserola, al nord de la ciutat de Barcelona, és el complex hospitalari amb més volum d'intervencions de Catalunya, i la seva àrea d'influència inclou els districtes d'Horta-Guinardó, Nou Barris, i Sant Andreu.

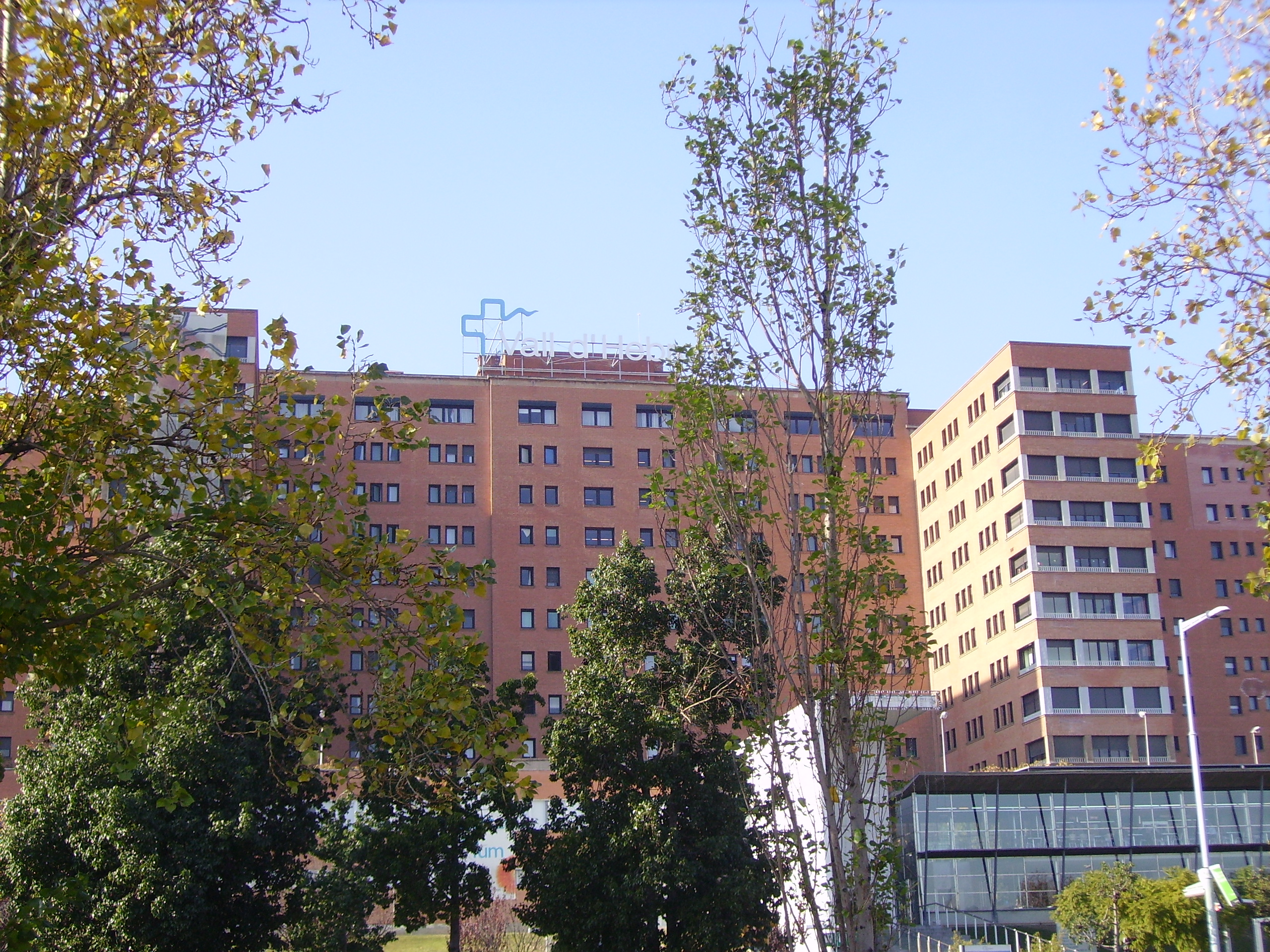
Hospital Universitari Vall d'Hebron

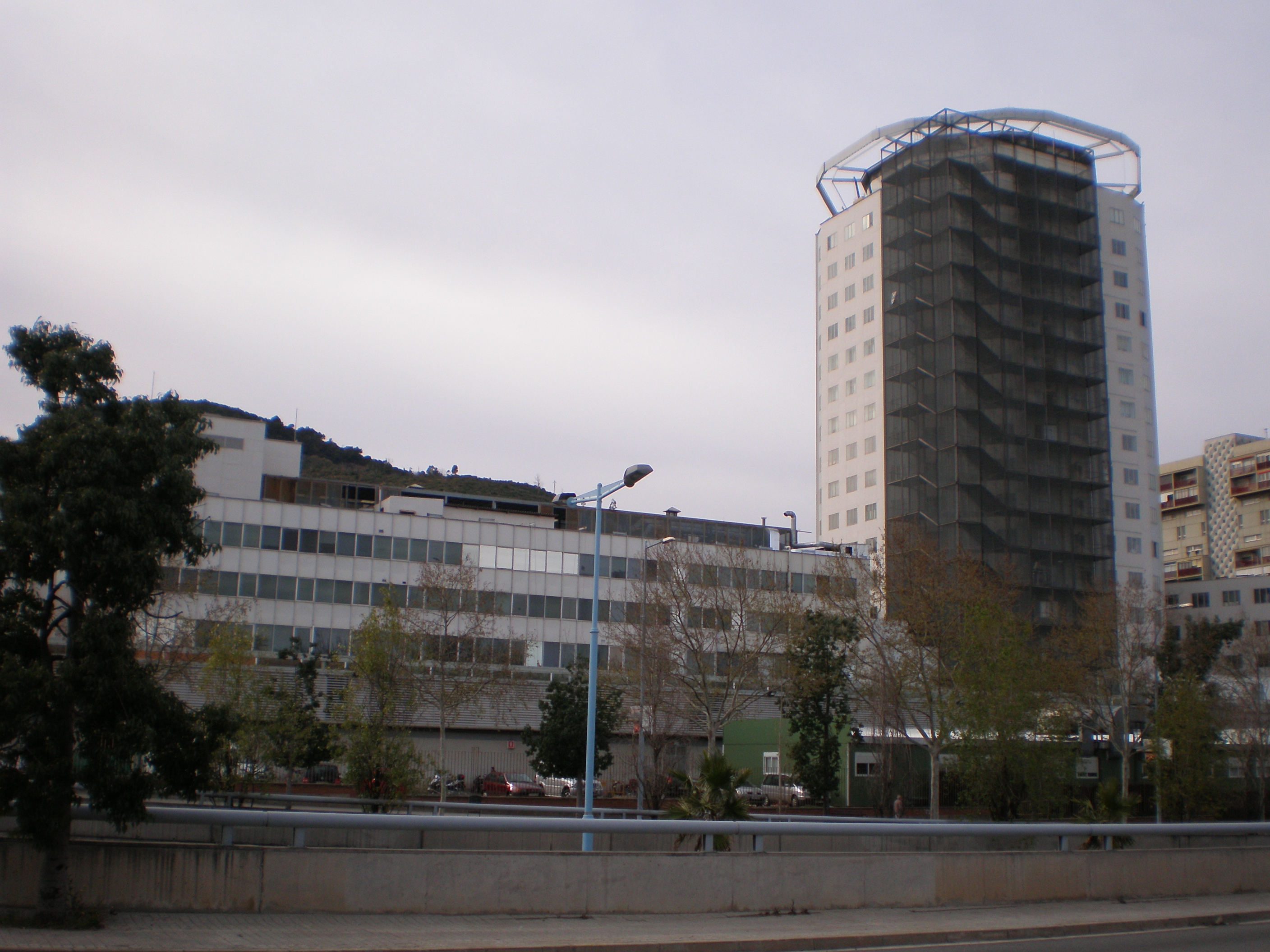
Hospital materno-infantil

El complex hospitalari està estructurat en tres grans àrees assistencials: l'Àrea General, l'Àrea Maternoinfantil i l'Àrea de Traumatologia i Rehabilitació. També té una unitat de cirurgia sense ingrés, situada al Parc Sanitari Pere Virgili, en un recinte pròxim. Alhora, l'Hospital estén la seva activitat a diferents centres d'atenció primària (CAP) del territori.
Té una plantilla de 7.000 professionals i un pressupost (any 2012) de 580 milions d'euros. Compta amb 1.146 llits (182 per a crítics), 45 sales d'operacions, 381 consultoris, 3 àrees d'atenció d'urgències i 98 punts d'atenció d'hospital de dia. L'hospital engloba pràcticament totes les especialitats mèdiques i quirúrgiques, i disposa de les modalitats assistencials complementàries que necessita per a la seva cobertura, així com de serveis clínics i unitats clíniques de suport, centres docents universitaris, empreses públiques de serveis sanitaris, centres de recerca, laboratoris i altres instal·lacions que completen la seva activitat assistencial.
Té un volum d'activitat que genera anualment unes 57.000 altes hospitalàries, més de 30.000 intervencions quirúrgiques, 870.000 visites a consultes externes i 74.000 consultes als hospitals de dia. Atén anualment més de 200.000 urgències.
L'Hospital Universitari Vall d'Hebron actua com a centre de referència del Sistema Nacional de Salut espanyol per a procediments d'alta complexitat, tant d'adults com de nens, de les àrees de cardiologia, oncologia, oftalmologia, ortopèdia, trasplantaments infantils de tots els òrgans sòlids i de progenitors hematopoètics, grans cremats i altres procediments reconstructors de cirurgia plàstica, esclerosi múltiple i neurocirurgia.
Vall d'Hebron és un dels hospitals de la Universitat Autònoma de Barcelona (UAB) des de 1971. Més de 750 alumnes hi fan, cada any, pràctiques de medicina, infermeria, biomedicina, fisioteràpia, així com postgraus i mestratges, Al recinte hi ha també una de les unitats docents de la Facultat de Medicina.
Així mateix, l'Hospital Universitari Vall d'Hebron va ser un dels primers de tot Espanya que va posar en marxa el sistema de formació sanitària especialitzada Especialista Intern-Resident, l'any 1968. Actualment hi completen la seva formació més de 600 residents estables i uns 300 residents més en rotacions externes, de 7 professions (medicina, infermeria, farmàcia, psicologia, física, química i biologia), de 47 especialitats pròpies i de 4 especialitats externes (més del 90% de totes les especialitats reconegudes).
Vall d'Hebron és també un referent en recerca bàsica, clínica i translacional, liderada des del Vall d'Hebron Institut de Recerca (VHIR). Creat el 1994, forma part de la Institució CERCA del Departament d'Economia i Coneixement de la Generalitat de Catalunya. És centre acreditat per l'Institut de Salut Carlos III (2009) i forma part de la Xarxa d'Hospitals i Centres de Recerca ITEMAS (2011). Esdevé el coordinador científic espanyol del projecte de recerca translacional europeu EATRIS que agrupa els governs, centres de recerca i hospitals de diversos països europeus. El VHIR està organitzat en 10 àrees de recerca i 60 grups que reuneixen uns 1200 investigadors.
Vall d'Hebron és pioner en una nova cirurgia contra el càncer de pàncrees de pitjor pronòstic.

## Història
L'hospital va ser inaugurat l'any 1955, amb el nom de Residencia Sanitaria Francisco Franco, constituït inicialment per l'edifici principal de 13 plantes.
El 1966 passa a ser Ciutat sanitària amb la construcció dels tres hospitals dedicats a traumatologia i rehabilitació, a pediatria i a obstetrícia i ginecologia. També el mateix any, s'hi estableix una escola universitària d'infermeria.
El 1971 l'hospital s'incorpora a la Universitat Autònoma de Barcelona com a unitat docent.
El 1981 es traspassa a la Generalitat; i el 1988 es crea l'Hospital Maternoinfantil, com a fusió de l'hospital maternal i la clínica infantil.
El 2001 es fusionen els diferents hospitals en un del sol, sota el nom d'Hospital Universitari Vall d'Hebron.